# Distrikt Huasicancha
Der Distrikt Huasicancha liegt in der Provinz Huancayo in der Region Junín in Zentral-Peru. Der Distrikt wurde am 7. April 1930 gegründet. Er besitzt eine Fläche von 52 km². Beim Zensus 2017 wurden 867 Einwohner gezählt. Im Jahr 1993 lag die Einwohnerzahl bei 1223, im Jahr 2007 bei 992. Sitz der Distriktverwaltung ist die 3716 m hoch gelegene Ortschaft Huasicancha mit 654 Einwohnern (Stand 2017). Huasicancha befindet sich 30 km südsüdwestlich der Provinz- und Regionshauptstadt Huancayo.

## Geographische Lage
Der Distrikt Huasicancha befindet sich im Andenhochland im Westen der Provinz Huancayo. Der Distrikt liegt am Südufer des nach Osten fließenden Río Canipaco. Im Westen wird das Areal vom Río Aimaraes begrenzt.
Der Distrikt Huasicancha grenzt im Westen an den Distrikt Chongos Alto sowie im Nordosten, im Osten und im Süden an den Distrikt Chacapampa.

## Ortschaften
Im Distrikt gibt es neben dem Hauptort folgende größere Ortschaften:
- San Miguel